# Villaverde (Ávila)
Villaverde es una localidad perteneciente al municipio de Bularros, en la provincia de Ávila, comunidad autónoma de Castilla y León, España. En 2018 contaba con 1 habitante.